# Masksjön, Hälsingland
Masksjön är en sjö i Hudiksvalls kommun och Nordanstigs kommun i Hälsingland och ingår i Harmångersån-Delångersåns kustområde. Sjön har en area på 0,543 kvadratkilometer och ligger 20 meter över havet. Sjön avvattnas av vattendraget Masksjöbäcken.

## Delavrinningsområde
Masksjön ingår i det delavrinningsområde (686254-157471) som SMHI kallar för Utloppet av Masksjön. Medelhöjden är 29 meter över havet och ytan är 2,52 kvadratkilometer. Räknas de 5 avrinningsområdena uppströms in blir den ackumulerade arean 22,1 kvadratkilometer. Avrinningsområdets utflöde Masksjöbäcken mynnar i havet. Avrinningsområdet består mestadels av skog (74 procent). Avrinningsområdet har 0,6 kvadratkilometer vattenytor vilket ger det en sjöprocent på 23,8 procent.